# Dudowe Turnie

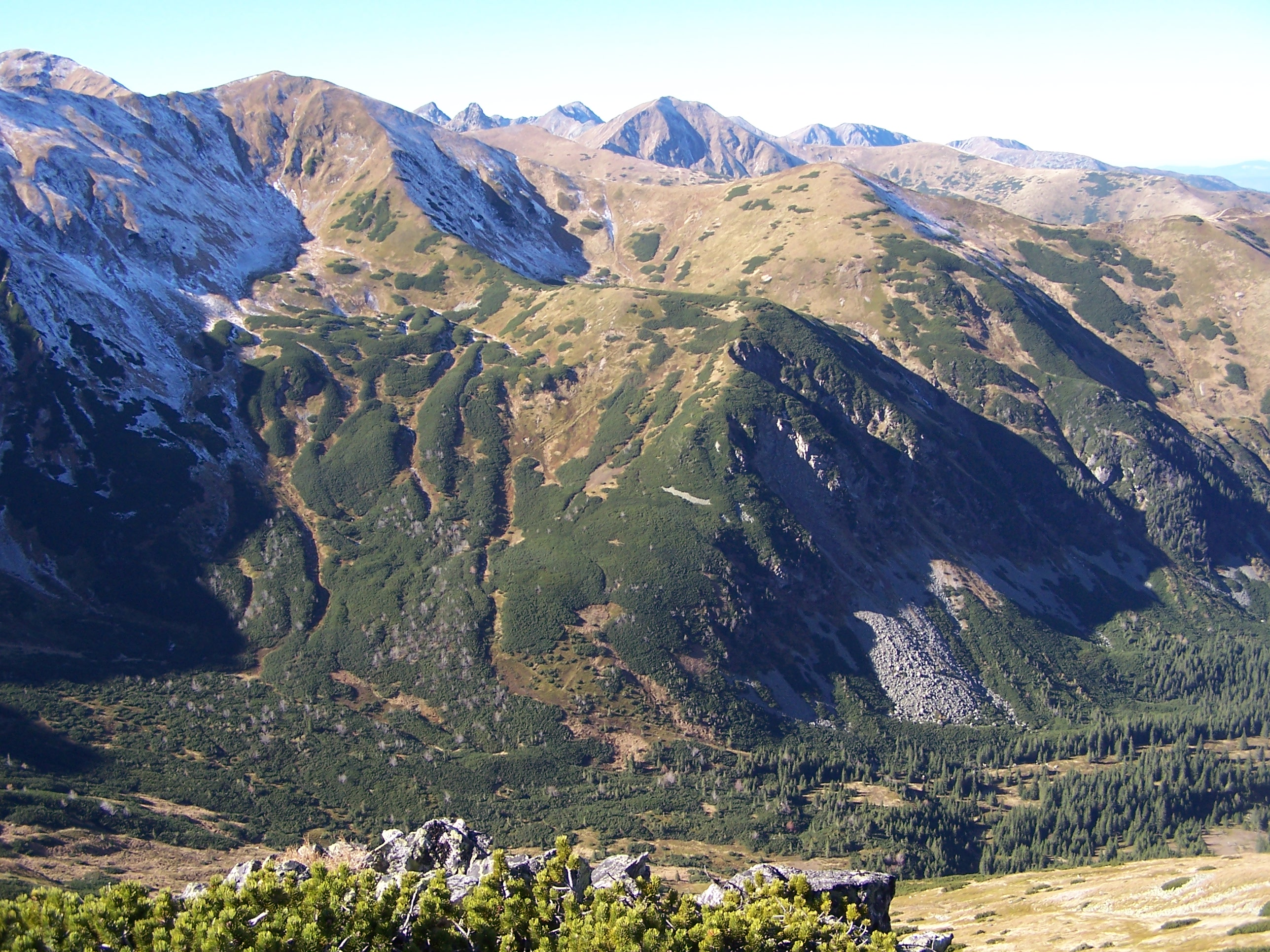
Dolina Starorobociańska i Dudowe Turnie

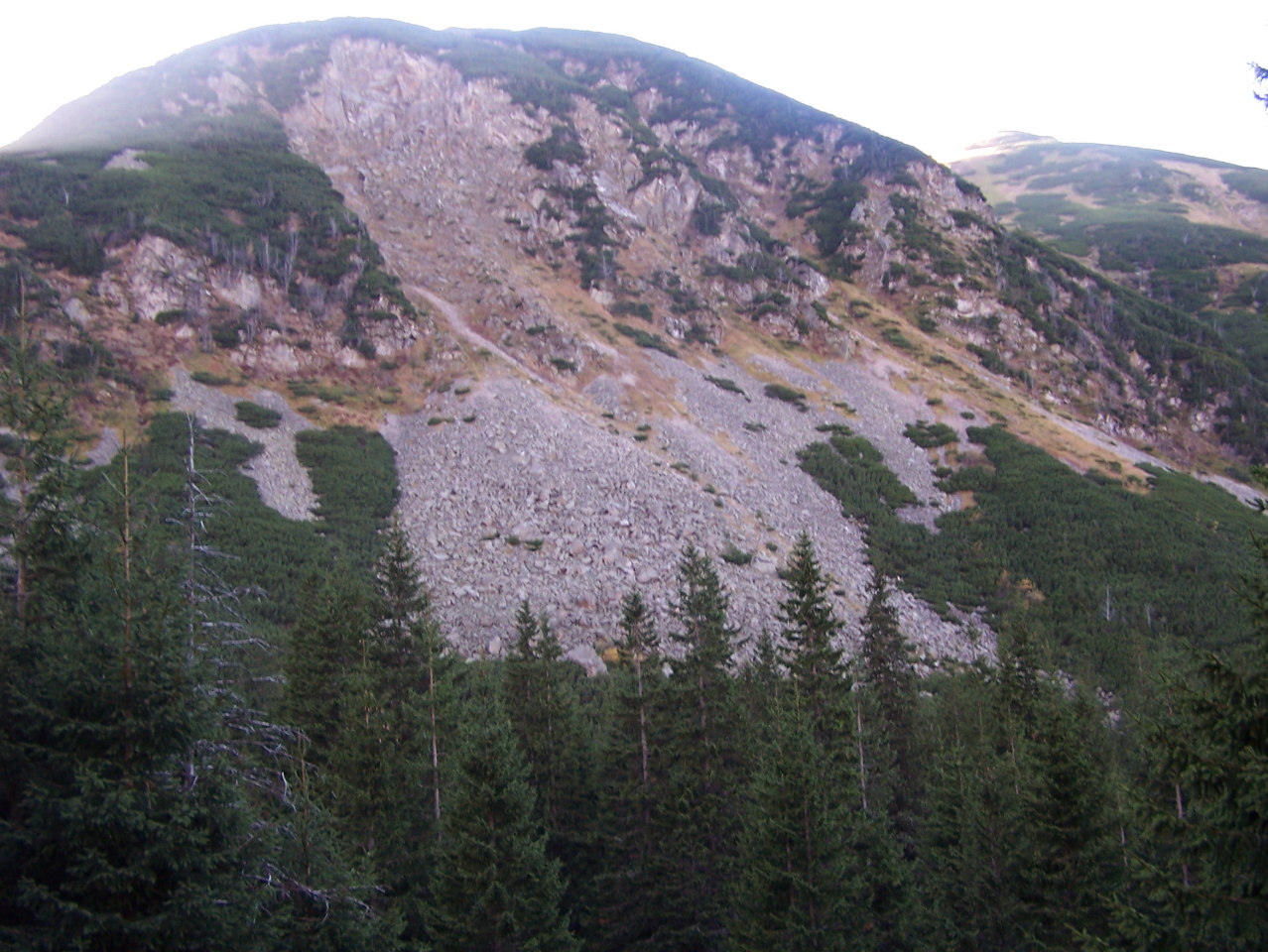
Dudowe Turnie

Dudowe Turnie – długa skalna ściana w zachodnich zboczach Doliny Starorobociańskiej w Tatrach Zachodnich. Powstała w wyniku podcięcia zbocza przez lodowiec, który kiedyś wypełniał tę dolinę. W ścianie Dudowych Turni można dostrzec dużą wyrwę, która powstała w wyniku oberwania się dużej masy skał w 1959 r. Kolejny wielki obryw skalny w rejonie Dudowych Turni powstał w 2012 lub (i?) 2013 r., być może spowodowany znacznymi opadami deszczu.
Masyw Dudowych Turni przecinają trzy żleby: Mała Szczerba, Wielka Szczerba i Szyja. U podnóża skał spore gruzowiska i piarżyska. Powyżej żlebu Wielka Szczerba w zagłębieniu Dudowej Kotliny (poniżej szczytu Czubika) znajduje się kilka niedużych Dudowych Stawków. Odwadnia je strumyk, który z dużej wysokości spada efektownym wodospadem do Doliny Starorobociańskiej. Turnie są widoczne najlepiej ze Starorobociańskiej Równi, przez którą przebiega czarny szlak na Siwą Przełęcz.
Nazwy Dudowych Turni i sąsiednich obiektów pochodzą od góralskiego nazwiska Duda.

## Szlaki turystyczne
– Dolina Chochołowska (leśniczówka) – Dolina Starorobociańska – Starorobociańska Polana – siwa Przełęcz. Czas przejścia: 2:30 h, ↓ 2 h